# Benevenuto Nunes
Benevenuto Martins Nunes (27 de junho de 1913 - , ) foi um nadador brasileiro, que participou de duas edições dos Jogos Olímpicos pelo Brasil.

## Trajetória esportiva
Era membro da Marinha e nadador.
Foi campeão brasileiro no revezamento 4x200 metros nado livre em 1931 e 1932 e, também, nos 100 metros nado livre.
Participou dos Jogos Olímpicos de Verão de 1932 em Los Angeles, competindo nos 100 metros nado costas e no revezamento 4x200 metros nado livre, onde foi à final junto com Manoel Lourenço Silva, Isaac Moraes e Manoel Villar, terminando em sétimo lugar.
Participou dos Jogos Olímpicos de 1936 em Berlim, nos 100 metros nado costas, não chegando à final da prova.